# Marc et Marcellianus
Marc et Marcellianus sont des martyrs chrétiens vénérés comme saints par l'Église catholique et l'Église orthodoxe. Leur culte est parfois associé à celui des saints Tranquillinus, Martia, Nicostratus, Zoé, Castulus et Tiburtius, mais pas dans les livres liturgiques officiels de l'Église, qui ne mentionnent que Marc et Marcellianus (en premier lieu) parmi les saints du 18 juin. Leur mention dans le calendrier romain général a été supprimée lors de la révision de 1969, car on ne sait rien d'eux, sauf leurs noms, le fait de leur martyre et le fait qu'ils ont été enterrés le 18 juin au cimetière de Santa Balbina.
Leur légende raconte qu'ils ont été martyrisés à Rome sous l'empereur Dioclétien vers la fin du troisième siècle, probablement en 286. Ils sont mentionnés dans la plupart des martyrologies anciennes, y compris le martyrologe romain, et leur martyre est décrit dans les Actes de Saint-Sébastien, qui, bien qu'anciens, sont en grande partie légendaires.

## Légende
Selon la tradition, Marc et Marcellianus sont des frères jumeaux d'une famille distinguée. Ils vivent à Rome et deviennent diacres dans l'Église primitive. Quand ils refusent de sacrifier aux dieux romains, ils sont arrêtés. Leurs parents, Tranquillinus et Martia, leur rendent visite en prison, les exhortant à renoncer au christianisme.
Cependant, Saint Sébastien les convainc de ne pas abandonner leur foi. Sébastien convertit Tranquillinus et Martia, ainsi que Tiburtius, le fils de Chromatius, le préfet local. Nicostratus, un autre fonctionnaire, et son épouse Zoé, sont également convertis. Selon la légende, Zoé était muette depuis six ans. Cependant, elle a fait connaître à Sébastien son désir de se faire baptiser. Dès que cela est fait, la parole lui revient. Nicostratus amène alors le reste des prisonniers ; ce sont seize personnes qui sont également converties par Sébastien.
Chromatius se convertit, libère tous ses prisonniers, démissionne de son poste et se retire en Campanie.
Marc et Marcellianus sont cachés par Castulus, un officier chrétien, mais ils sont trahis par un apostat, Torquatus. Les jumeaux sont de nouveau placés en détention. Le successeur de Chromatius, Fabien, les condamne à être attachés tête en bas à deux piliers, les pieds cloués. Marc et Marcellianus y restent une journée entière jusqu'à ce qu'ils soient achevés à coups de lances. Ils sont enterrés sur la Via Ardeatina, près du cimetière de Domitilla.
Pendant ce temps, Zoé est suspendue à la branche d'un arbre et un feu est allumé sous ses pieds. Nicostratus et cinq autres personnes sont noyés dans le Tibre. Tiburtius est jeté dans un fossé et enterré vivant.

## Vénération
Les corps de Marc et Marcellianus sont translatés, probablement au IXe siècle, dans la basilique de Santi Cosma e Damiano. Ils y sont redécouverts en 1583 sous le règne du pape Grégoire XIII.
Les corps y partagent une tombe près d'une peinture ancienne des deux martyrs avec une troisième personne, qui semble être la Vierge Marie. En 1902, la basilique qui leur était dédiée, dans les catacombes de Santa Balbina, a été redécouverte.

## Remarques
1. ↑  "Saints Marc et Marcellianus" sur nominis
2. ↑  Martyrologium Romanum Libreria Editrice Vaticana (2001)  (ISBN 88-209-7210-7)
3. ↑  Calendarium Romanum Libreria Editrice Vaticana (1969), p. 127.
4. 1 2 3  Clugnet, Léon. "Sts. Mark and Marcellian." The Catholic Encyclopedia. Vol. 9. New York: Robert Appleton Company, 1910. 30 Dec. 2014
5. 1 2  Ebenezer Cobham Brewer, A Dictionary of Miracles: Imitative, Realistic, and Dogmatic Chatto and Windus (1901), 11.